# Jessica Hausner
Jessica Hausner (Viena, 6 de outubro de 1972) é uma roteirista e cineasta austríaca.